# Araneus arizonensis
Araneus arizonensis este o specie de păianjeni din genul Araneus, familia Araneidae. A fost descrisă pentru prima dată de Banks, 1900. Conform Catalogue of Life specia Araneus arizonensis nu are subspecii cunoscute.